# Mousseaux-sur-Seine
Mousseaux-sur-Seine è un comune francese di 625 abitanti situato nel dipartimento degli Yvelines nella regione dell'Île-de-France.

## Società

### Evoluzione demografica
Abitanti censiti